# Bradya longispinosa
Bradya longispinosa is een eenoogkreeftjessoort uit de familie van de Ectinosomatidae. De wetenschappelijke naam van de soort is voor het eerst geldig gepubliceerd in 1927 door Jashnov.